# Muntanyes Saltoro
Les muntanyes Saltoro són una serra de la gran serralada del Karakoram. Estan situades al cor del Karakoram, al vessant sud-oest de la glacera de Siachen, una de les dues glaceres més llargues de la terra fora de les regions polars. El nom de la serralada procedeix de la veïna vall Saltoro que es troba a l'oest d'aquesta serralada, al Pakistan.
Les muntanyes Saltoro formen part del Karakoram Menor, al vessant sud i oest de les grans glaceres del Karakorams (Siachen, Baltoro, Biafo i glacera Hispar d'est a oest) mentre la serralada principal del Karakoram es troba al nord i l'est d'aquestes glaceres. Les serres de la gran serralada són anomenades Muztagh mentre els massissos del Karakoram Menor són anomenats Muntanyes, Serralades o Grups.
Són reivindicades com a part de l'estat de Jammu i Caixmir per l'Índia i com a part de Gilgit-Baltistan pel Pakistan. Entre 1984 i 1987 l'Índia va assumir el control militar dels principals cims i colls de muntanya de la serralada, mentre les forces pakistaneses controlaven les veïnes valls glacials, a l'oest. Això fa que la zona sigui molt poc visitada pels escaladors, ja que el conflicte de Siachen continua vigent.
Pel vessant sud-oest, les muntanyes Saltoro es precipiten abruptament cap a les valls dels rius Kondus i Dansam, que s'uneixen per formar el riu Saltoro, un afluent del riu Shyok. Aquest, alhora, és afluent de l'Indus. Cap al nord-oest la glacera de Kondus separa aquesta serralada de les veïnes muntanyes Masherbrum, mentre cap al sud-est el riu Gyong, la glacera del mateix nom i el Gyong La les separen de les "muntanyes Kailas" (que cal no confondre amb el cim sagrat tibetà Mont Kailash).

## Principals cims
La següent taula inclou els principals cims de les muntanyes Saltoro, totes elles amb més de 7.200 msnm i 500 metres de prominència.
| Muntanya       | Alçada (metres) | Coordenades                                          | Prominència (metres) | Muntanya mare  | Primera ascensió | Ascensions (intents) |
| -------------- | --------------- | ---------------------------------------------------- | -------------------- | -------------- | ---------------- | -------------------- |
| Saltoro Kangri | 7.742           | 35° 23′ 57″ N, 76° 50′ 51″ E / 35.39917°N,76.84750°E | 2.160                | Gasherbrum I   | 1962             | 2 (1)                |
| K12            | 7.428           | 35° 17′ 42″ N, 77° 01′ 18″ E / 35.29500°N,77.02167°E | 1.978                | Saltoro Kangri | 1974             | 4 (2)                |
| Ghent Kangri   | 7.401           | 35° 31′ 03″ N, 76° 48′ 01″ E / 35.51750°N,76.80028°E | 1.493                | Saltoro Kangri | 1961             | 4 (0)                |
| Sherpi Kangri  | 7.380           | 35° 27′ 58″ N, 76° 46′ 53″ E / 35.46611°N,76.78139°E | 900                  | Ghent Kangri   | 1976             | 1 (1)                |

Altres cims a destacar són:
- Gyong Kangri. 6.727 metres